# 沃姆萨特 (怀俄明州)
沃姆萨特（英語：Wamsutter），是美国怀俄明州甘霖县（Sweetwater）下属的一座城市。该市的人口在2000年为261人，2010年有451，2011年则估计有455人。